# 阪和電気鉄道の車両

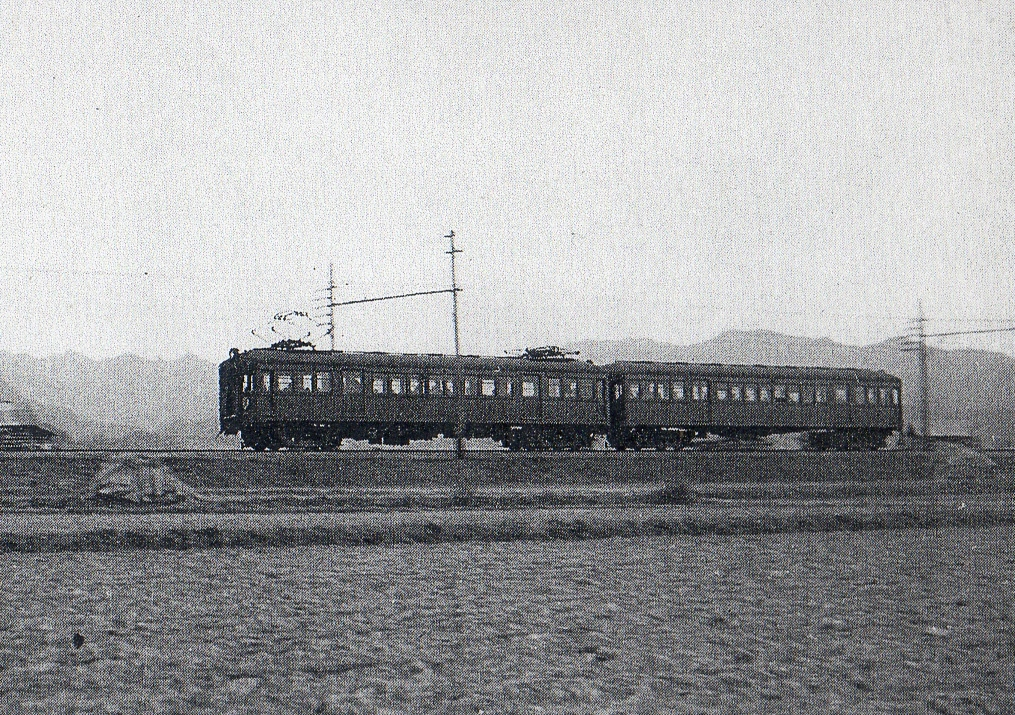
モヨ100形・クヨ500形の2両編成、阪和砂川付近、1934年

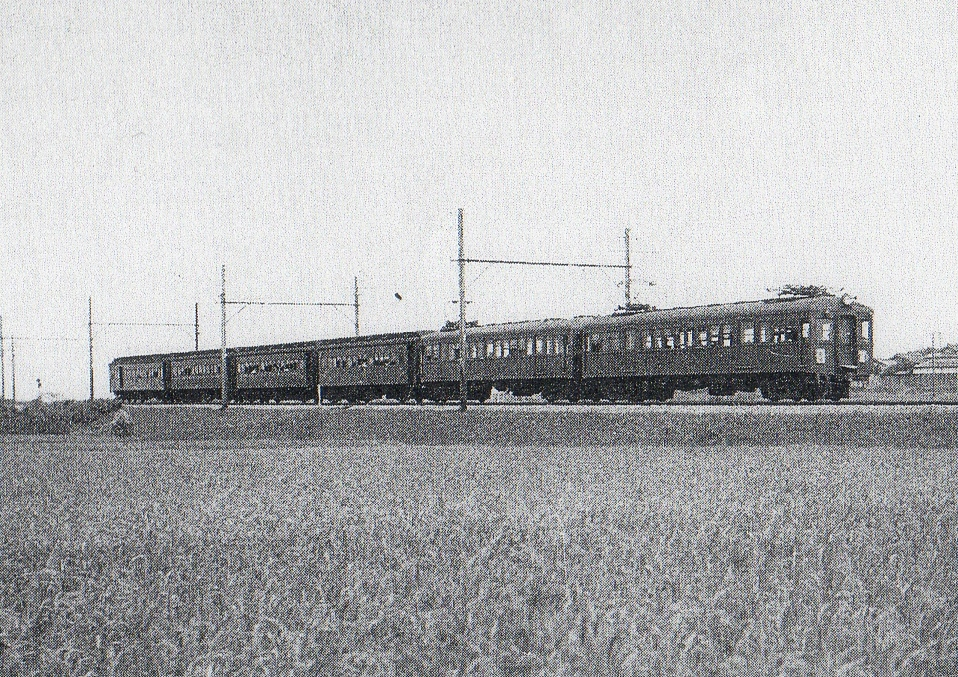
モヨ100形・モタ300形が国鉄直通客車を牽引する黒潮号、富木付近、1936年

阪和電気鉄道の車両（はんわでんきてつどうのしゃりょう）では、阪和電気鉄道（JR阪和線の前身）が導入した車両について記述する。なお、阪和電気鉄道が1940年に南海鉄道に合併された後、さらに1944年に旧阪和電気鉄道線である南海山手線が戦時買収されるまでの間に導入された車両についても本項で記述する。

## 概要
阪和電気鉄道は全線ノンストップの「超特急」や、国鉄直通列車「黒潮号」などの高速列車を運行した私鉄で、車両も高速運転に備えた特徴的なものが多く、いわゆる”阪和形電車”は1920年代末から1930年代の関西私鉄における、全長19 - 20 m級で200馬力主電動機を搭載した一連の大型大出力高速電車群（新京阪鉄道P-6形、参宮急行電鉄2200系、南海鉄道電第9号形など）の一つとなっている。
また、同鉄道では、電車については電動車の「モ」・制御車の「ク」と、ロングシート（縦型座席）を示す「タ」・クロスシート（横型座席）を示す「ヨ」・手荷物室を示す「テ」・貨物を示す「カ」の組み合わせと数字とで形式を表し、電気機関車については「ロコ」と数字とで形式を表している。

## 阪和形電車
本項においては、阪和電気鉄道が導入したいわゆる"阪和形電車"を、便宜上概ね3グループに大別して記述する。
1. 1929年の開業時から1937年まで製造されたモタ300形・モヨ100形および、これらと基本設計が共通する「戦前形主力グループ」
2. 阪和電気鉄道時代に設計されたものの、資材不足等から1940年の南海鉄道合併後、太平洋戦争直前から戦時中にかけて竣工した、モタ3000形・クタ7000形を基幹形式とする「戦時増備車グループ」
3. 南海鉄道合併後の1942年に製造された、同時期の南海鉄道本線用車に準じた設計の「南海設計グループ」

### 形式別概要

#### 戦前形主力グループ
このグループには、以下の各形式が該当する。
- 3扉ロングシート車
  - モタ300形

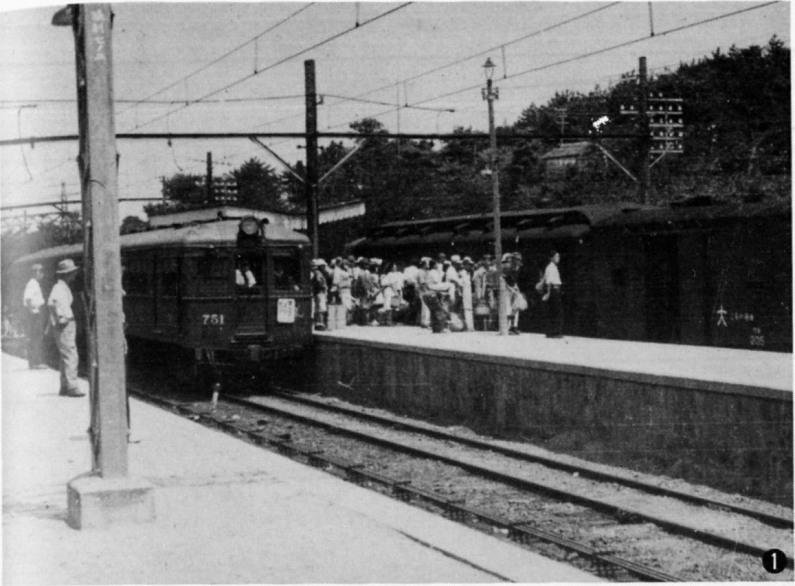
和泉砂川駅に停車するクタ750形751号車、1946年

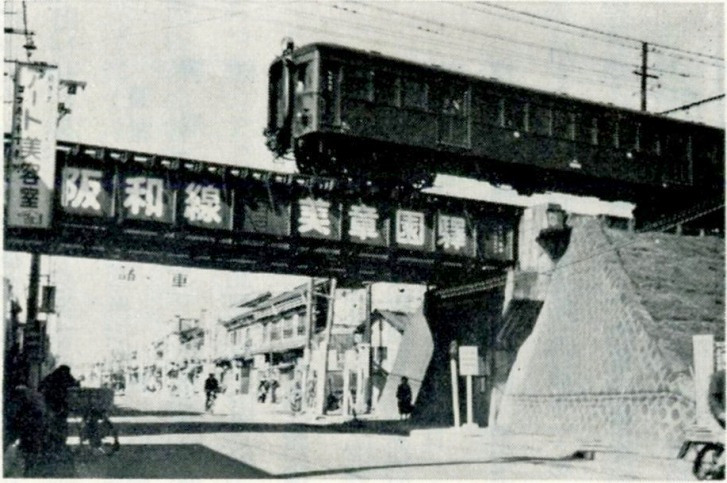
クハ6200（旧・クヨ500形）、美章園駅付近、1956年頃

    - 制御電動車。窓配置はd2D(1)4D(1)3D2d。
      - モタ301 - 315：1929年7月竣工。日本車輌製造本店製。
      - モタ316 - 317：1929年11月竣工。日本車輌製造本店製。
      - モタ318 - 320：1930年6月竣工。日本車輌製造本店製。
      - モタ323 - 324：1934年7月竣工。日本車輌製造本店製。
      - モタ325 - 327：1935年7月竣工。日本車輌製造本店製。
      - モタ328 - 329：1937年3月竣工。汽車製造東京支店製。
      - モタ330：1937年6月竣工。汽車製造東京支店製。

  - クテ700形
    - 手荷物合造制御車。窓配置はd2D'(1)4D(1)3D3。
      - クテ701・705：1930年1月竣工。日本車輌製造本店製。
      - クテ702 - 704・706：1929年12月竣工。日本車輌製造本店製。

  - クタ750形
    - 制御車。窓配置はd2D(1)4D(1)3D3。
      - クタ751：1935年6月竣工。日本車輌製造本店製。

- 2扉転換クロスシート車
  - モヨ100形
    - 制御電動車。窓配置はd2(1)D8D(1)2d。
      - モヨ101 - 107：1930年5月竣工。川崎車輌兵庫工場製。

  - クヨ500形
    - 制御車。窓配置はd2(1)D8D(1)3。
      - クヨ501 - 506：1930年5月竣工。川崎車輌兵庫工場製。

※窓配置はd：乗務員扉、D：客用扉、D'：手荷物扉、(1)：戸袋窓、数字：窓数を示す。
制御電動車は前後に運転台を備える両運転台式、制御車は和歌山寄りにのみ運転台を備える片運転台式である。クテ700はロングシート車だが積載荷重上限3 tの手荷物室を備えている。
これらの車両は扉数と座席以外は同一様式の19 m全鋼製車、性能も基本的に同一で混用が可能であり、回生制動機構を付加したモタ325 - 327以外は運用上も特に区別されていなかった。

#### 戦時増備車グループ
南海山手線となった1941年 - 1942年に順次竣工したクタ3000・クタ7000形の両形式は、合併前に阪和電気鉄道が1939年から投入を計画して車両設計認可を申請、一部を発注していたものである。
これらの内訳は以下の通り。
- 3扉ロングシート車
  - クタ3000形
    - 制御車。窓配置はd1D(1)1 2D(1)1 1(1)D1d。
      - クタ3001 - 3002：1941年3月竣工。日本車輌製造本店製。
      - クタ3003 - 3007：1942年5月竣工。日本車輌製造本店製。

  - クタ7000形 クタ7001 - 7013
    - 制御車。窓配置はd1D(1)1 2D(1)1 1(1)D2。
      - クタ7001 - 7002：1941年3月竣工。日本車輌製造本店製。
      - クタ7003：1942年5月竣工。帝國車輛工業製。
      - クタ7004 - 7007：1942年8月竣工。帝國車輛工業製。
      - クタ7008 - 7013：1943年3月竣工。日立製作所笠戸工場製。

これらは基本的にモタ300形・クタ750形と同一仕様のロングシート車ながら、窓の上下の補強帯板を外板の内側に隠したノーシル・ノーヘッダー構造で全溶接組み立ての車体となっている。また、このグループはラッシュ対策で客用扉が1200 mm幅に拡幅され、更に運転台が全室式から片隅運転台となっており、クタ3000形は両運転台、クタ7000形は片運転台で設計されている。
クタ3000形は、本来電動車のモタ3000形として計画されたが、戦時体制下では電装部品の調達が困難で、混雑激化のためこれを待たずに、全車を制御車として竣工させたものである。
この内、クタ3000形3001 - 3002は電装品を揃えて1941年12月18日付で車両設計変更認可申請の提出、翌1942年5月5日付で認可を受け、電装工事が同年7月21日付で竣工してモタ3000形3001, 3002となった。更にクタ3000形3003 - 3007についても同様に電装品を揃えて1943年5月3日付で車両設計変更認可申請を提出し、同年6月21日付で認可を受けた。しかし、人員不足等で電装工事を保留している間に揃えた電装品が故障車の修理に順次流用された結果、戦時買収をはさんだ1944年5月16日付モタ3000形3003 - 3004の2両の電装工事が完了したに留まり、残る3005 - 3007は非電装のままとされ、最終的にクハ25形25113 - 25115として旧クタ7000形と同一グループに編入されている。
クタ3000・クタ7000は3001 - 3007と7001・7002が従来通り日本車輌製造で製造されたが、7003 - 7007は地元堺の帝国車輌、7008 - 7013は日立製作所笠戸工場で製造された。第1陣である3001・3002・7001・7002の4両以外は、鋼製の張上げ屋根を止めて屋根布張りで全周に屋根布押えが付いた（雨樋は扉上部のみ）一般的な屋根に変更され、一部内外装が簡略化されるなど戦時色の濃い仕上がりであった。

#### 南海設計グループ
クタ3000・クタ7000と別に、1942年にはクタ600形制御車が増備されている。
概要は以下の通り。
- 3扉ロングシート車
  - クタ600形
    - 制御車。窓配置はd2(1)D8D(1)2d。
      - クタ601 - 605：1942年11月竣工。日本車輌製造本店製。

もともとは1940年6月28日付認可を申請し、同年10月29日付で認可を受けた全長19306 mm、魚腹台枠、全鋼製の電動車5両であったが、鋼材節約のため1942年1月31日付申請・同年5月31日付認可で車体を全鋼製から半鋼製に、電装品調達困難のため同年7月29日付申請・11月20日認可で電動車から制御車にそれぞれ変更する設計変更認可申請を行い、同年12月12日付で竣工したものである。当初はモハ601形という南海式の形式称号の電動車として認可申請されていたが、実際には 阪和形式のクタ600形制御車として竣工した。前面窓上にベンチレーターを装備した外見など、当時の南海本線用車であるモハ2001形2017 - 2018に準ずる設計であった。
なお、本形式は資材不足の状況下で必要な機器が揃わず、また先に製造が開始されていたクタ7000形のうち、日立製作所が担当した7008 - 7013が同社工場の水害被災で完成が遅れたため、急遽これに代わる制御車として、南海本線用として製造割り当てを受けた車両を山手線に振り向けたという説もある。このため、既に確保済みの部材流用等を図り、南海本線向け車両と共通仕様で設計され、また、電動車そのままの両運転台車体であったが、クタ3000形同様運転に必要な機器は和歌山向き運転台にのみ搭載されていた。

### 車体

#### 構造
「戦前形主力グループ」の車両は窓高さが850 mmと比較的小さく、かつ設置位置が高く（床面から窓下辺までの高さが840 mm）、Rのついた正面や深い屋根など、いわゆる川造型などとも類似する、当時の日本における初期鋼製車体の一般的な形態であったが、全ての角にRが付いた窓の金属製サッシや、正面下部の魚腹台枠の端梁に合わせた逆三角形型の形状および連結器上部に設置された小型のアンチクライマー、当時は一部の関西私鉄車両以外では例の少なかった正面貫通路への幌枠と貫通幌の設置、スライダー部分が緩やかな円弧を描く大型のパンタグラフなどが特徴であった。
これに対し、「戦時増備車グループ」のクタ3000形・クタ7000形では外板のノーシル・ノーヘッダー化に加え、各窓の上隅部に曲線を取り入れた独特の美しいデザインであった。一方で、本形式はもともとモタ300形330、クタ750形751の同一設計の増備車として認可され、その後1940年11月14日付で上記のノーシル・ノーヘッダー化や乗降扉の拡幅、運転室の片隅化などの設計変更認可の申請を行ったもので、台枠も引続き時代遅れな魚腹台枠を使用している。そのため、各車の重量は電動車では47 t - 48.56tに達した。
さらに、「南海設計グループ」のクタ600は基本設計が南海線のモハ2017・2018などのに依拠しているため、シンプルかつ軽量な半鋼製車体・形鋼通し台枠仕様とされた。この設計には製造に必要な鋼材が節約されるという戦時体制下では無視できないメリットもあった。
また、モタ300形301-324、モヨ100形、クヨ500形、クテ700形のち運転台のある妻面には、連結時に車両間に展開する”連結用安全畳垣”という名称の転落防止柵が装備されていたが、最後までこれを常用した大阪市100 - 600形と異なり、1934年に撤去されている。

#### 室内
乗り心地は同時代の鉄道省の電車よりも優れており、シートが深くかけ心地が良いなど乗客からの評判も良かったという。もっとも、その一方で運転台スペースが窮屈であったとの証言もある。

### 主要機器

#### 主制御装置
主要電装品は全て東洋電機製造による国産品である。
主制御器は東洋電機製造がライセンス契約を結んでいたイギリスのイングリッシュ・エレクトリック社（English Electric Co.：EE社）の「デッカー・システム（DICK KERR SYSTEM）」系の電動カム軸式自動加速制御器である。
モヨ100形とモタ300形の前期形は主制御器として、新京阪鉄道P-6形に採用され実績のあったES-504-A（直列5段、並列4段、弱め界磁1段で、弱め界磁率は30%）を搭載していた。これに対し、モタ300形後期形のモタ325 - 330の主制御器は改良型のES-513-Aが搭載された。これは先行して1933年に製造された大阪市電気局（大阪市営地下鉄）100形用ES-512-Aをベースに力行時の弱め界磁機能を付加したもので、制御シーケンスはES-504-Aと共通仕様で互換性があり、混用が可能であった。
また、1935年に増備されたモタ300形325 - 327の3両は主制御器形式は同じES-513-Aであるが、東洋電機製造が国産化をした、直巻電動機の他励界磁制御による回生ブレーキ装置を別途搭載していた。これは高速運転の結果として、ブレーキシューや車輪の摩耗交換の頻度が高かったことへの対策として導入され、35 km/h以上の速度域で回生制動が可能なものであるが、戦後の電空協調ブレーキとは異なり回生ブレーキはマスコンで、空気ブレーキはブレーキ弁で、それぞれ個別に操作する必要があった。しかしその一方で、摩耗部品の延命に大きな効果があり、これらの回生制動搭載車は停車駅・制動回数の少ない超特急および「黒潮」に重点投入された。この回生制動の指令は自車以外ではこれらと同時製作のクタ750形751、それに以後の増備車であるクタ3000形3001・3002およびクタ7000形7001・7002でのみ可能で、それ以外の車両との併結時は回生制動機能は停止されていた。

#### 主電動機
主電動機であるTDK-529-Aは東洋電機製造の自社開発品で、狭軌線向け電車用吊り掛け式電動機としては当時日本最強クラスの200馬力級モーターの1つであった。これは新京阪P-6形に搭載された標準軌用200馬力級モーターであるTDK-527-A（1927年設計。端子電圧750 V時定格出力149.2 kW/805 rpm）を基本として、ケースの軸方向寸法を狭軌用に縮小するとともにフラッシュオーバー対策として定格回転数を落とし、これにより増加が必要となった磁気容量を確保するために、ヨークやケース、あるいは電機子などの直径を大きく再設計したもので、端子電圧750 V時1時間定格出力149.2 kW/222 A/710 rpm、連続定格出力170 kW、絶縁の種類はB種、自己通風形である。このためか阪和の車両の床面高は1299 mmと他社車両より高く、戦時買収後に床面高1200 mmのクモハ43などの国鉄制式車と混結して運用された際にはその背の高さが目立った。
なお、駆動装置の歯車比は66:30で、全界磁時の定格速度は58 km/h、牽引力は3800 kgであった。

#### 補機類
モタ300形301 - 320とモヨ100形は、幅が広く横型碍子を備え、スライダーシューの構造が特徴的な三菱電機製のP-900-Aパンタグラフを2基、モタ300形321 - 324は同じパンタグラフを1基搭載している。当初はスイスのBBC製のSVLb/2を搭載する予定であったが、これが途中で設計変更されたもので、このP-900-Aは、阪和以外では同時期に川崎車両で製造された東京横浜電鉄・目黒蒲田電鉄モハ510形などの一部に採用された製品であった。その後のモタ300形325 - 327は鉄道省のPS-11同等品である東洋電機製造TDK-C-2を2基、モタ300形328 - 330・モタ3000形は1基を搭載している。モタ300形325 - 327が竣工した頃には既に補修部品確保を目的に在来車のパンタグラフの1基化が進められていたが、この3両はパンタグラフの離線によって回生制動が失効するのを避けるため、パンタグラフを2基搭載している。
電動発電機はモヨ100形およびモタ300形301 - 324は出力直流110 V/5 kWのTDK 304-Aを、モタ300形328 - 330は出力直流110 V/4 kWのTDK 308-SAをそれぞれ1基搭載している。また、他励界磁制御による回生ブレーキ装置を搭載するモタ300形325 - 327はTDK 309-Aを搭載しており、出力は制御等の電源用の直流110 V/5 kW、他励界磁用の直流50 V/10 kWの2系統となっている。制御装置および灯具類に電動発電機出力の直流110 Vが使用されているほか、室内には蓄電池による直流6 Vの予備灯が設置され、暖房装置には架線電圧の直流1500 が使用されている。
前照灯および標識灯は小糸製作所製の当時の標準品で、初期車の前照灯のレンズはウランガラスを使用していた。また、標識灯は前面向かって左側の車掌台窓上中央に1灯が取付られ、右側の運転台窓上右寄りには超特急などの優等列車を識別するためのいわゆる急行灯が取付けられた。この配置は屋根上に取り付けられたラッパ形の真鍮製タイフォンと共に阪和形電車の特徴である。

#### 台車
台車は汽車製造会社(KS-20)、日本車輌製造(D-20・N-20)、帝國車輛工業(T-20)、日立製作所(H-20)となっており、初期製造グループが車体メーカーにかかわらず汽車KS-20を装着した以外は、原則的に車体製造メーカーが自社で製造した台車を装着して竣工している。
いずれも汽車製造製KS-20の原図に従う、帯鋼リベット組立で軸距2500 mmのボールドウィンAA形台車を模倣した、当時としては一般的なビルドアップ・イコライザー台車で、全て同一設計である。KS-20の設計者は汽車製造会社の米田俊弌技師で、先行した新京阪P-6形用汽車製造A・B形台車の経験を元に狭軌用として設計したもので、大出力大直径の電動機を装架し、しかも1台あたり最大20 tと大きな心皿荷重に耐える必要があったことから軸距が長く、この頃の電車用台車としては高速向けの設計であった。なお、試作台車では釣り合いバネは量産台車よりもかなり柔らかいものとしていたが、阪和電気鉄道からの指摘により釣り合いバネのたわみを小さくする様に設計変更されている。
なお、日本車輌製造製台車はD-20・N-20と製造時期により2つの形式に区分されているが、これは南海合併後に製造された車両においては同社の慣習に従い、製造メーカーの頭文字と心皿荷重上限を組み合わせた社内呼称が使用されるようになったためであり、設計そのものには変更がない。

#### ブレーキ装置
阪和形電車の大きな特徴として、自動空気ブレーキに当初からアメリカ・ウェスティングハウス・エアブレーキ（WH）社の設計になるU-5自在弁を用いるAMUブレーキ（制御付随車用はACU、付随車用はATU）を採用し、長大編成対応としたことが挙げられる。
1912年に開発されたこのブレーキ機構は、P弁以降のWH社製自動空気ブレーキ各種に対する上位互換性を備え、当時のニューヨーク市地下鉄で当時世界最長の電車による10両編成を実現した実績があった。日本では阪和形電車と新京阪鉄道P-6形の他、参宮急行電鉄デ2200・2227系、大阪電気軌道デボ1400系、大阪市営地下鉄100 - 600形など、長大編成あるいは高速運転を前提とした関西私鉄各社に幾つかの採用例がある。阪和形電車の初期の車両は輸入品の米国製部品を、後期の車両はWH社の提携先である三菱造船製の国産品をそれぞれ搭載した。
当時の日本では、電車用自動ブレーキとしては廉価さと使い勝手の良さから同じWH社の前世代品に当たるM-2-A三動弁によるAMMブレーキやゼネラル・エレクトリックのJ三動弁によるAVRブレーキが普及していたが、これらは弁の応答性能の問題から、4 - 5両編成程度が限度であった。これに対しU弁は精緻な機械機構によって6両編成以上の長大編成おいても確実かつ迅速なブレーキ応答性能を実現したが、複雑で保守が困難であることと高価であること、2-3両編成では制動管長が短く、とりわけ階段弛め操作が難しいといった主に取扱上の欠点があった。このため、1920年代末にM弁の軽易さとU弁の高性能を適度にバランスしたA動作弁が日本エヤーブレーキ（現・ナブテスコ）社によって開発された。日本ではこれ以降この弁を使用するAMAブレーキが主流となり、鉄道省では、これに常用・非常の各ブレーキ作用を促進するための吐出電磁弁を組合わせたAE電磁自動ブレーキが1932年から採用され、例えば横須賀線では7両（貴賓車増結時は9両）といった長い編成での運行がされるようになり、戦後になって72系には供給電磁弁が追加され、80系、70系ではさらに中継弁が追加されたARE電磁空気ブレーキが採用されて、最大16両編成で運行されるに至っている。

## 筑波鉄道譲受車

### 導入の経緯
1938年に茨城県の筑波鉄道から譲受した木造客車4両に対し、和歌山向き運転台設置および機器整備を実施して制御車のクタ800形801 - 804として1939年7月に竣工したものである。この4両は非電化であった筑波鉄道が路線延長と電化を計画して1925年-1927年に導入した日本車輌製のナハフ101形101 - 105、ナロハ201形201 - 204のうちナハフ102、ナロハ201・202・204であるが、これらは当初から電装品を搭載して電車に改造可能な設計となっており、台車も電車用のTR14を装備していたその後、中型ガソリンカー3両の導入による運行の合理化に伴い、ナハフ102、ナロハ201・202・204が車輛統制会の仲介で阪和電気鉄道に譲渡されて電車に改造され、前後してナハフ101、ナロハ203が三河鉄道（のち名古屋鉄道三河線）に譲渡されて、やはり電車化されている。
当時の阪和電気鉄道では全通直後の1931年度には39両の旅客車でのべ9,848,195名の輸送実績があったが、日中戦争の長期化により都市部で軍需関連工場等への通勤客が急増して1937年度には47両で21,345,182名と、乗客数が117%増に対して車両数は20%増に留まり、車両の点検が十分に実施されないままで酷使が続いたため定期列車運行数ぎりぎりの予備車無しの状態で運用をしていたことから、車両増備は急務であった。そこで同社は1938年以降30両の車両増備を計画し、鉄道省をはじめとする監督官庁に申請を実施したが、戦時買収や南海との合併問題の推移が認可手続きに影響したこともあり、認可に平時の4 - 7倍強となる9ヶ月から約1年半を要し、実際に竣工したのは各形式合わせて25両、このうち電装を実施して電動車化されたのは4両に留まった。この状況の打開策として国が地方の中小私鉄などで余剰になっていた車両を都市部の私鉄に斡旋する、という施策を行ったのではないかとする推測もされている。
なお、筑波鉄道の4両のほか、鉄道省から雑形客車のホハフ2850形ホハフ2855を譲受し、1939年には鳳車庫に留置されていた  が、電車への改造に不向きであったため、一旦サタ850形851として認可申請を行い認可は得たものの、使用せずに富士山麓電気鉄道へ売却している。

### 車両概要
ナハフ101形のナハフ102がクタ800形801に、ナロハ201形ナロハ201・202・204がそれぞれクタ800形802 - 804となっており、車体の外観や主要寸法は基本的には同一であるが、窓配置は両者で異なり、801が1d2D(1)212(1)D22、802 - 804がd12(1)D212D(1)22となっている。片引式の乗降扉は手動のままであり、連結した他車両の自動扉の操作も本形式からはできなかったため、本形式が列車の最後部になった場合は車掌は1両前の車両に乗務していた。
制御装置は他の制御車と同じES-31-Bを、ブレーキ装置も他の制御車と同じATU自動空気ブレーキを搭載しているが、これは日本における木造車に対するU弁搭載の唯一の例である。

## 電気機関車・電動貨車
阪和電気鉄道が導入した電気機関車2形式、荷物電車1形式は、いずれも日本車輌製造製で東洋電機製造製の電装品を搭載しており、それぞれ特徴のある車両であった。また、南海合併後に電気機関車1形式が新たに製造されている。

### 電気機関車

#### ロコ1000形

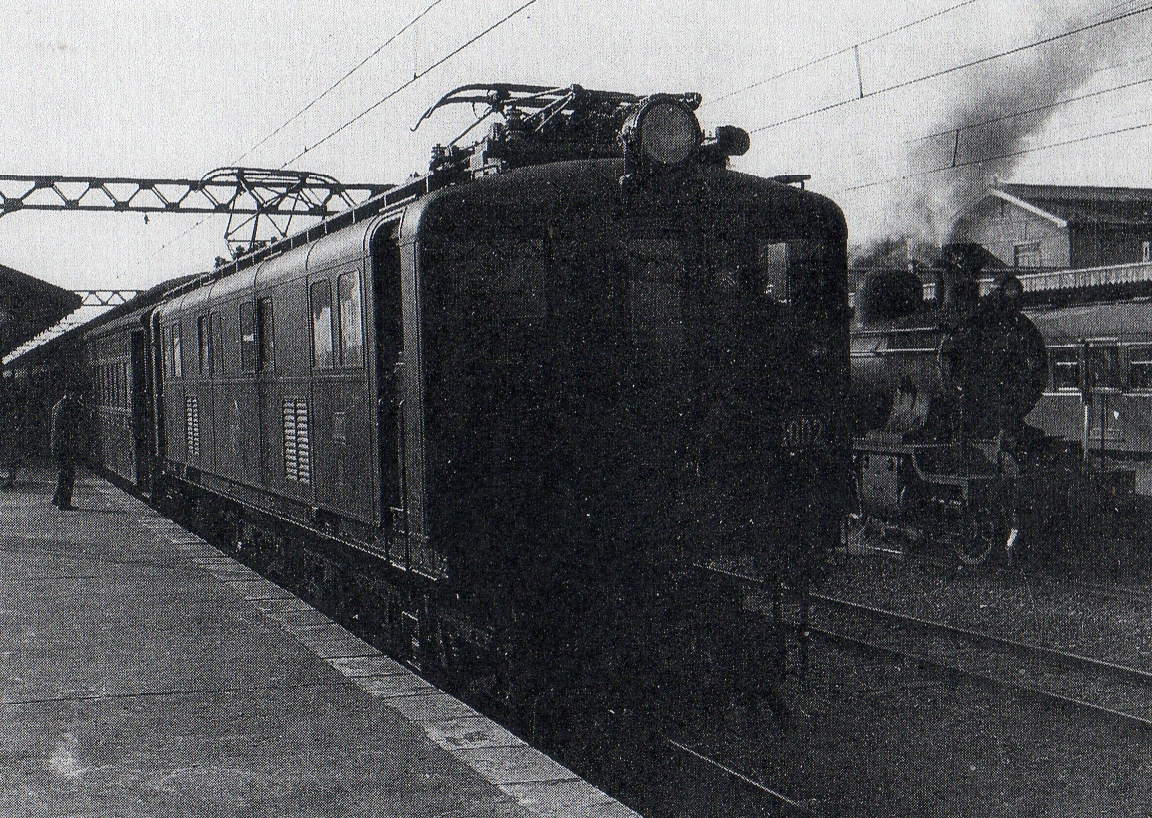
ロコ1002号機、阪和東和歌山駅で黒潮号の客車の入換中、1937年

モヨ100形、モタ300形などの大型電車群と並んで阪和電気鉄道を代表する本線貨物列車用の電気機関車で、1930年に2両、翌1931年に1両が導入された。50 t級、車軸配置B-Bで13 m級箱型車体の、昭和初期の私鉄機関車としては大型な車両である。一般には戦後、国鉄が付番した形式称号である「ED38形」の名で広く知られている。
なお南海合併後の戦時中にも1両を増備したが、車体は1942年に完成したものの電装品手配が遅れ、竣工は戦時買収後の1944年6月30日になり、買収後ながら車号はロコ1004となった。

#### ロコ1100形

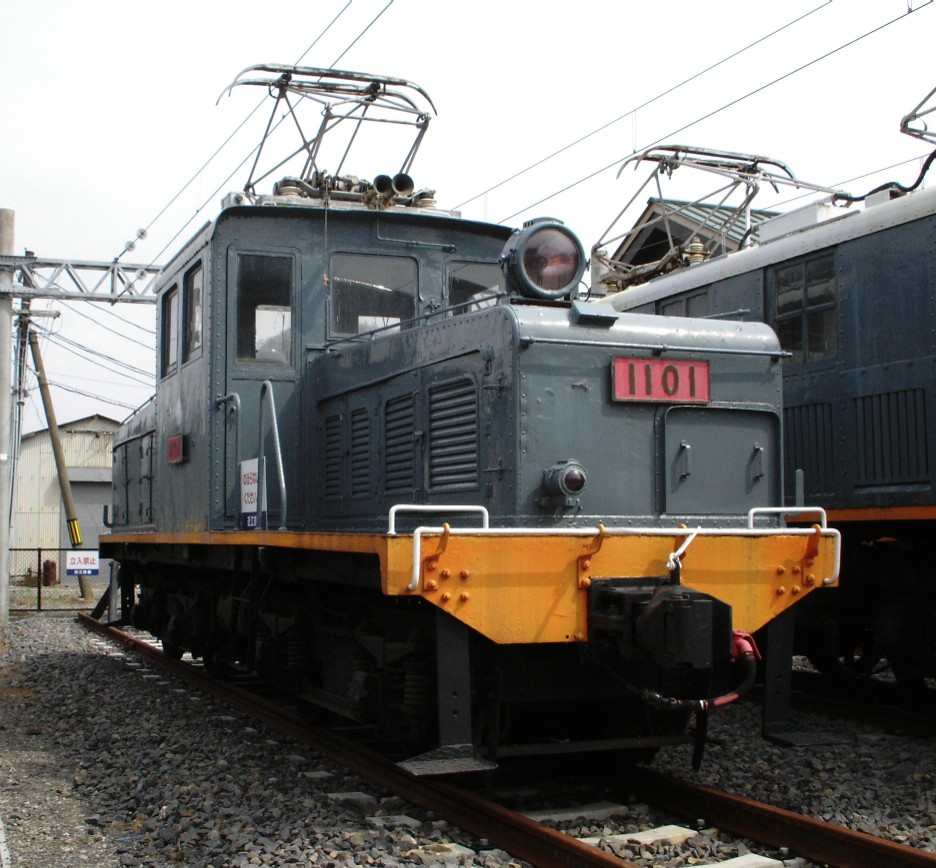
近江鉄道に譲渡後のロコ1101号機、彦根駅構内

30t・B-B軸配置の入換用凸型機関車で、1930年に1101号の1両が製造された。天王寺駅構内での国鉄との貨車授受作業に充当される車両で、駅構内の省線との連絡線にある33/1000勾配に備えて発電ブレーキを装備している。
全長約10 mの小型機関車であり、妻面に乗務員室扉を設けたため、ボンネットが乗務員室扉と反対側にオフセットしている。
架線電圧1500 V用の機関車であるが、600 V仕様の路面電車などと同様の直接制御方式を用いていた点が特徴で、同様の事例は吉野鉄道が1924年にスイスから輸入した1形電気機関車で見られる。これは使途が貨車授受と構内入換であり、タイトな構内配線と急勾配の連絡線という使用線区の条件から、間接制御方式では不可避のノッチ操作の際のレスポンス遅延を避けるために採用したものと推測されており、この機関車の入換機としての性能は優秀であったとされている。

#### ED1150形
1943年に1151の1両のみ製造された、いわゆる東芝40 t標準型と呼ばれるタイプの凸型車体の電気機関車である。本機を含む東芝製番307250はもとは日窒海南興業が4両を発注したものであり、このうち1両がロコ1102として1943年に認可を受け、その後ロコ1151→ED1151と改番されて南海鉄道山手線に導入され、残りの3両は名古屋鉄道デキ600形デキ601 - デキ602、奥多摩電気鉄道1020形1021（後の国鉄ED371→ED2911）となっている。
翌1944年の戦時買収時には買収対象とならず、南海線に移動した。

### 電動貨車

#### モカ2000形
1929年の開業時に日本車輌でモカ2001 - 2002の2両が導入された10 t積の電動貨車である。全長13 m級の両運転台式で、車体は両端の運転室、中央の長さ約5486 mmの荷物室、その前後の長さ各2367 mm機械室の配置となっており、側面の中央に開口幅1370 mmで外吊式の荷物用片引戸を、右側に同じく外吊式で開口幅990 mmの機械室用片引戸を備えている。

## 蒸気機関車
1927年から開始された阪和電気鉄道の建設に当たり、1929年に鉄道省よりナスミス・ウィルソン製600形の648・666・677号機を10 t無蓋車30両とともに譲受して同番号のまま工事用として使用し、開業後は六十谷駅構内の砂利運搬用側線で使用された。1935年以降順次廃車となり、648号機は1935年に日本曹達二本木工場へ譲渡され、同じく648号機とし使用された。
1937年頃には阪和天王寺 - 白浜口間の直通列車の運転が計画され、汽車会社において使用する蒸気機関車の検討が行われており、同社の高田隆雄は高速運転と紀勢西線の線路条件を考慮して鉄道省のC57形をベースとした蒸気機関車を推薦したが、実現には至っていない。この際、半流線形の機体も検討されており、デザインはサザン・パシフィック鉄道の列車であるデイライト牽引用の機関車を参考に、煙突から砂箱・蒸気ダメを経て運転室前面までを一体のケーシングで覆うとともに、歩み板側面から運転室下部にかけても飾り板を設け、オレンジとクリーム色の塗装とする案であった。

## 貨車
阪和電気鉄道が導入した貨車は以下の通りの計127両（電動貨車2両を含む）で、事故廃車となったト600形609を除く126両（同）が南海鉄道に引継がれ、戦時買収では125両が買収対象となっており、10 t積の中型の貨車が主力であった。
- ワ100形101 - 115：10 t積、有蓋車
- ワ200形201 - 217：10 t積、有蓋車
- ワフ400形401 - 408：8 t積、有蓋緩急車
- ト500形501 - 523：10 t積、無蓋車
- ト600形601 - 639：10 t積、無蓋車（建設工事用に鉄道省より譲受されたものを整備したもの、601-615は鉄道省線乗入可能車）
- ト700形701 - 705：10 t積、無蓋車
- ト800形801 - 802：10 t積、無蓋車
- トラ900形901 - 925：17 t積、無蓋車

## 借入車
阪和電気鉄道の建設に当たり、前述の600形3両のほか、近江鉄道からナスミス・ウィルソン製で鉄道省の600形の同型機である1・2号機を借入れて1929年1月から約1年間使用しており、こちらは建設工事後に返却されている。
1932年6月25日認可で、大阪電気軌道から旧吉野鉄道のモハ201形を同年8月31日までの期限で3両を借入れている。モハ201形は床面高さが阪和電気鉄道の車両より低い1215 mmで、さらに乗降扉下部にステップが設置されていたため、乗降扉下部のステップ部に踏み段を設置し、台車心皿部に13 mmのライナーを挿入して対応することとされていた。
1934年9月21日に関西地方に被害をもたらした室戸台風により、阪和電気鉄道も同日より運休となり、その後自社施設が復旧した後も電力会社からの電力供給が不安定になったため一部区間で電車の運転ができず、9月21日付の認可内諾で鉄道省より8620形蒸気機関車1両を、翌9月22日の認可内諾で和歌山鉄道より気動車1両を借り入れ、電車運転ができなかった阪和岸和田 - 山中渓間で使用された。これらの車両は9月23日に電車運転が再開された後に返却されている。
1938年4月15日で、鉄道省の31系のモハ34形・クハ38形計6両を、日曜祭日の旅客増への対応と阪和電気鉄道が増備車両数が申請より削減されたことの代替として借入れる旨の申請が認可されて、大阪鉄道局が東京鉄道局から借入れていた31系のモハ34形・クハ38形計10両の中から6両を借用した。その後同年6月4日付で借入の延長が認可されて、モハ34形・38形のほか、42系のモハ43形・クハ58形も多客期に随時借入れられるようになっている。

## その後の推移

### 阪和形電車

#### 阪和電気鉄道
開業後、紀勢線直通列車の運行を控えて電動車を増やす必要があったことと、短編成・高頻度運転を実施するために電動車の増備を計画したが、当時の経営状況から新造ではなく制御車からの改造で充当することとして、クテ700形705-706の2両をモタ300形321-322に改造し、1933年7月5日付で竣工している。改造内容は手荷物室の客室への改造、片運転台から両運転台への改造、集電装置・主制御器・主電動機・電動発電機・電動空気圧縮機等の搭載であり、従来の電動車と比べ、2基搭載であったパンタグラフが1基搭載である、連結面から改造された阪和天王寺側の正面はフラットな形状のままであるといった差異があった。
1940年前後には旅客数が増加し、転換クロスシートのモヨ100形およびクヨ500形は多客時に乗降時に扉付近が混雑して乗降に時間がかかるようになったため、転換クロスシートをロングシートに変更し、吊革を増設する改造を実施し、モヨ100形・クヨ500形全車とも1940年3月29日付で竣工している。なお、改造前後で定員は変更されていない。

#### 南海合併後
1944年の山手線戦時買収時に南海鉄道は買収対象とならなかった山手線用予備機材を南海線の住ノ江検車区などに引き上げた。当時山手線の車両の保守状況が劣悪であったため、本来南海本線に投入すべきものも含めた資材を最優先で山手線に投入していたことが原因であるが、予備のP-900-Aパンタグラフなど、南海本線には必要ないはずの阪和形電車専用の機材も撤収されている。

#### 戦時買収後
阪和電気鉄道は1944年5月に買収され、電動車41両、付随車（制御客車を含む）34両の計75両が国鉄の所属となった。同時期に国鉄に買収された私鉄各社の電車は、多くが小型車・低出力車で、使用機器も標準的なものではなかったため、戦後、車両不足が解消されると木造車は早々に、半鋼製車は主に1950年代半ばから1960年代半ばにかけて廃車された。一方、阪和形電車は標準的な国鉄形電車より車体長は短いものの大出力で、車両数も70両以上であったために1960年代後半まで使用されている。
買収された阪和形電車は阪和線でそのまま使用され、戦後しばらくは旧阪和時代からの形式称号のままであったが、1944年の事故で休車となっていたモヨ100形104は1952年に復旧された際にクヨ500形507となり、同じく事故車で旧山手線買収時には買収対象外となっていたモタ300形307は、1952年に旧伊那電気鉄道の買収車である木造のサハフ310形サハフ311の改造扱いで復旧されてクテ750形752となっている。一方で、モタ300形313が1948年に事故により廃車となっている。
その後1953年の称号改正で私鉄買収車は買収元会社ごとの4桁の称号に整理されることとなり、旧南海鉄道の電車には旅客用電動車にモハ22XX形、旅客用の制御車にクハ62XX形が割り当てられ、
- 制御電動車：旧モヨ100形→モハ2200形、旧モタ300形→モハ2210形、旧モタ3000形→モハ2250形
- 制御車：旧クヨ500形→クハ6200形、旧クタ60形→クハ6210形、旧クタ700形→クハ6220形、旧クテ750形→クハ6230形、旧クタ3000形→クハ6240形、旧クタ7000形→クハ6250形

のように形式区分がされている。さらに、1959年には新性能電車の増加に伴う称号改正により、「車長20 m未満」を表す10・20番台の中から「クモハ20形・クハ25形」が割り当てられ、
- 制御電動車：旧モタ300形→クモハ20000番台、旧モヨ100形→クモハ20050番台、旧モタ3000形→クモハ20100番台
- 制御車：旧クタ700・クテ750形→クハ25000番台、旧クヨ500形→クハ25050番台、旧クタ3000・クタ7000形→クハ25100番台、旧クタ600形→クハ25200番台

のように番台区分がされている。一方、TDK-529-A 主電動機はMT900という国鉄形式となり（国鉄臨時車両設計事務所刊「電車性能曲線」による）また、台車もKS-20・D-20・T-20・H-20・N-20をひとまとめにしてDT28という国鉄形式となった。
その後阪和線には42系などの国鉄形電車が転入しており、これらと併結しての運行を実施するために1950年7月から1951年6月にかけて、阪和形電車の主制御器の改造が以下の通り実施されている。
- 弱界磁用限流継電器および低圧ヒューズの新設、カム電動機回路用接地スイッチおよび制御回路開放器の接点追加
- マスターコントローラーのカム軸スイッチおよび配線の変更
- 主制御器・界磁弱め接触器の配線変更

一方で、制御装置やブレーキ、パンタグラフなどは開業以来の酷使により引続き故障が頻発し、これに加えて戦時買収時の南海による部品引き揚げ措置などの悪条件もあり補修部品は不足しており、当時阪和線を所轄していた大阪鉄道局天王寺管理部はその状況を再三に渡り、膨大な故障記録を付して国鉄本社に訴えていた。
これらの問題を解消するため、国鉄形電車で実施されていた、戦中戦後の酷使による荒廃を戦前の水準にまで戻すために1950年から行われた通称”更新修繕”および桜木町事故の教訓を踏まえて1954年から行われた通称”更新修繕-II”を阪和形電車にも実施するとともに、以下の通り、各機器の国鉄制式品へ換装する標準化工事が順次実施されて故障頻度が大幅に低下したほか、一方、主電動機と台車は引続き用いられた。なお、改造時期、内容は各車ごとに異なるものであった。
- 標準化工事
  - 自動ブレーキ（U自在弁→A動作弁化）[要出典]
  - 制御器（東洋電機電動カム軸式ES-504-A・513-A→鉄道省制式電空カム軸式CS5・電動カム軸式CS10・CS10A形）
  - マスターコントローラ（東洋電機製造ES-93-Aなど→鉄道省制式MC1形）[要出典]
  - パンタグラフ（→国鉄標準のPS13形）
  - 連結器（柴田式自動連結器→柴田式密着連結器）
- 更新修繕
  - 戦中・戦後の荒廃箇所の復旧
- 更新修繕-II
  - 客用扉のプレスドア化（一部車両は別途施工）
  - 絶縁強化のための屋根布の設置と通風器のグローブ形ベンチレーター化（一部車両は更新修繕時に施工・更新修繕-IIを未施工）
  - 雨樋の設置（一部車両は更新修繕時に施工・更新修繕-IIを未施工）
  - 運行番号表示器の設置（一部車両は更新修繕時に施工・更新修繕-IIを未施工）
- その他
  - 両運転台車の片運転台化（主に更新修繕と同時施工）
  - ラッシュ対策としての2扉車の3扉化（主に更新修繕-IIと同時施工）
  - 運転室の奥行拡大および半室運転室の全室化（主に更新修繕-IIと同時施工）

このうち、主制御器は一旦CS5へ換装された車両もその後CS10系へ変更しており、最終的にCS10およびCS10Aで揃えられた。これはCS5・10の混在はCS5搭載車の反応の遅れから加速時にCS10搭載車に負担をかけ、乗り心地のみならず保守面でも好ましくなかったことによるものである。
その後もスチールサッシの木枠化、運転台窓のHゴム固定化など同世代の国鉄制式電車に実施されたのとほぼ同等の内容の工事が実施された。更に塗色は最終的に朱色1号（オレンジバーミリオン）一色となり、往年の形態は次第に崩れた。だが、買収国電で国鉄制式電車と同等の改修工事を施されて使用された車両は他になく、国鉄当局の阪和形電車に対する評価は高かったものと推測される。なお、1962年にはクハ25005は試験塗装として黄5号（カナリアイエロー）一色に変更されたが、旧形国電ではこれが唯一の事例となった。
一時、制御車の一部について片町線での運用例もあったものの、国鉄制式車より大きな車体幅や自重などの要因もあって、阪和線以外の他線区への転用は難しく、全車がほぼ一貫して阪和線で運用され、1966年から1968年にかけて廃車となった。
またクモハ20103は廃車後暫く鷹取工場で保管され、数年間構内入替車として使用された後、解体された。

### 地方私鉄への譲渡
1966年に廃車となった元モヨ100形のクモハ20形2両（クモハ20052・20054←旧モヨ100形104・106）は、1968年に客貨分離のために強力な電車を求めていた松尾鉱業鉄道に売却され、クモハ201・クモハ202となり、臨時列車として国鉄花輪線から乗り入れるキハ52形気動車を牽引して急勾配を登坂することもあった。しかし、公害対策による回収硫黄の普及で経営難に陥った松尾鉱山の閉山に伴う、1969年の旅客営業休止によって休車となり、1971年には弘前電気鉄道合併に伴う車両体質改善のための車両を探していた弘南鉄道に譲渡され、同社弘南線に移籍した。
この時、弘南線の橋梁荷重および変電所容量の制約から出力ダウンと軽量化が求められ、同線在籍のモハ2250形との間で台車交換を実施して台車はDT10、主電動機はMT15となり、さらに片運転台化を実施してモハ2025・モハ2026となった。これに伴いDT28（KS-20）を装着したモハ2250形2両は電装解除されて制御車へ改造された。
これら2両は収容力が大きく、弘南線で主力車として運用された。その後、1978年の弘南線への東急3600系の大量導入時に電装解除されて制御車のクハ2025 - クハ2026へ改造され、1980年代末の東急7000系導入時まで現役として使用された後に廃車・解体され、これにより阪和電気鉄道の旅客車は全車廃車となった。

### 筑波鉄道譲受車
クタ801 - 804は南海合併後は南海本線で使用されるようになり、戦時買収の対象から外れた。戦後の短期間に電車不足によるC10001形蒸気機関車が牽引する列車が南海高野線で運行された際には、客車代用の付随車サハ3801形として使用された。

### 電気機関車・荷物電車
阪和電気鉄道の貨物輸送は1942年頃までは低調であり、その後増加に転じたものの、阪和天王寺駅の線路有効長の関係で最大10両編成程度に制限されて長大編成の貨物列車が運行できなかったことから、阪和電気鉄道線から鉄道省線への乗入れはあったものの、紀勢西線からの貨物列車は乗入れが不可能であったため和歌山線経由で運行されており、線内輸送のみという状況であった。

#### ロコ1000形
戦時買収後も阪和線を中心に使用されたが、1948年には国鉄の電気機関車と仕様を合わせる標準化改造が実施され、1949年にはロコ1004が三岐鉄道へ貸出され、同年中に返却されている。その後、1952年には国鉄形式のED38形ED381 - ED384に変更され、1959年にはED382が大井川鉄道へ貸し出されているが、1959年に4両とも廃車となった。貸出されたまま廃車となったED382はそのまま譲渡されて1960年に大井川鉄道E105となったが1967年に秩父鉄道へ譲渡されてED382となった。一方、ED381 、ED383の2両は秩父鉄道へ譲渡されて1960年に同番号のED381、ED383となっている。
秩父鉄道の3両は1981年頃まで使用され、ED381が休車の後1988年に、ED382が1980年に、ED383が1981年にそれぞれ廃車となった。その後、ED381が三峰口駅付近に静態保存されていたが、2019年に解体された。

#### ロコ1100形
ロコ1101は戦時買収後も形式変更のないまま使用されていたが、低速であり直接制御であることから1949年12月に近江鉄道に貸出されてそのまま1950年3月廃車となり、翌1951年4月に同鉄道に譲渡され、同じくロコ1101となっている。
同社では住友セメント（現：住友大阪セメント）彦根工場へ急勾配急曲線の連絡線があり、本機の性能は遺憾なく発揮された。1986年まで同線で用いられた後、彦根工場構内での入換に使用されており、構造上ATSの装備が困難であったため近江鉄道全線のATS完全化工事の完成した2000年以降は本線を走行できなくなった。その後2004年7月1日に廃車となり、彦根工場で機械扱いとして入換に使用された後、近江鉄道では無償譲渡も検討したが引取先はなく、2019年3月に解体された

#### モカ2000形
阪和電気鉄道では、1931年1月6日申請・同年2月19日認可でモカ2000形の歯車比を3.0から3.7に変更して数両の貨車を牽引できるように改造することとし、1932年3月23日に竣工しており、小口や短区間の貨物輸送に使用されている。
モカ2000形は戦時買収時は電気機関車に分類されていたが、1947年に電車に変更されている。引続き阪和線で使用されており、1950年-1952年の間は座席を撤去して荷物車代用となっていたクタ600形601と編成を組んで使用されていた。その後1953年3月に2両とも阪和線の鳳電車区から宇部線の宇部電車区に転属、同年6月の称号改正でモニ3200形モニ3200 - 3201となり、さらにモニ3200は1954年に浜松工場豊川分工場の入換車に転用され、この間、モニ3201は1952年に荷物室側面に片側2箇所の窓の設置と荷物室扉の両開式への変更、主制御器のCS-5への換装などの改造を実施したほか、2両とも宇部電車区への転属の際にパンタグラフをPS13に換装している。モニ3201が1958年、モニ3200が1959年に廃車されている。

## 車両一覧・主要諸元
| 阪和電気鉄道の車両一覧・主要諸元                                               | 阪和電気鉄道の車両一覧・主要諸元 | 阪和電気鉄道の車両一覧・主要諸元 | 阪和電気鉄道の車両一覧・主要諸元 | 阪和電気鉄道の車両一覧・主要諸元 | 阪和電気鉄道の車両一覧・主要諸元 | 阪和電気鉄道の車両一覧・主要諸元 | 阪和電気鉄道の車両一覧・主要諸元 | 阪和電気鉄道の車両一覧・主要諸元   | 阪和電気鉄道の車両一覧・主要諸元 | 阪和電気鉄道の車両一覧・主要諸元 | 阪和電気鉄道の車両一覧・主要諸元   | 阪和電気鉄道の車両一覧・主要諸元                 | 阪和電気鉄道の車両一覧・主要諸元   | 阪和電気鉄道の車両一覧・主要諸元 | 阪和電気鉄道の車両一覧・主要諸元    | 阪和電気鉄道の車両一覧・主要諸元 | 阪和電気鉄道の車両一覧・主要諸元 |
| ------------------------------------------------------------------------------ | -------------------------------- | -------------------------------- | -------------------------------- | -------------------------------- | -------------------------------- | -------------------------------- | -------------------------------- | ---------------------------------- | -------------------------------- | -------------------------------- | ---------------------------------- | ------------------------------------------------ | ---------------------------------- | -------------------------------- | ----------------------------------- | -------------------------------- | -------------------------------- |
| 種別                                                                           | 阪和形電車                       | 阪和形電車                       | 阪和形電車                       | 阪和形電車                       | 阪和形電車                       | 阪和形電車                       | 阪和形電車                       | 阪和形電車                         | 筑波譲受                         | 阪和形電車                       | 阪和形電車                         | 阪和形電車                                       | 阪和形電車                         | 電気機関車・電動貨車             | 電気機関車・電動貨車                | 電気機関車・電動貨車             | 電気機関車・電動貨車             |
| グループ                                                                       | 戦前形主力                       | 戦前形主力                       | 戦前形主力                       | 戦前形主力                       | 戦前形主力                       | 戦前形主力                       | 戦前形主力                       | 戦前形主力                         | 筑波譲受                         | 戦時増備車                       | 戦時増備車                         | 戦時増備車                                       | 南海設計                           | 電動貨車                         | 電気機関車                          | 電気機関車                       | 電気機関車                       |
| 形式                                                                           | モヨ100                          | モタ300                          | モタ300                          | モタ300                          | モタ300                          | クヨ500                          | クテ700                          | クタ750                            | クタ800                          | モタ3000                         | クタ3000                           | クタ7000                                         | クタ600                            | モカ2000                         | ロコ1000                            | ロコ1100                         | ED1150                           |
| 番号                                                                           | 101-107                          | 301-320 323-324                  | 321-322                          | 325-327                          | 328-330                          | 501-506                          | 701-706                          | 751                                | 801-804                          | 3001-3004                        | 3001-3007                          | 7001-7013                                        | 601-605                            | 2001-2002                        | 1001-1003                           | 1101                             | ED1151                           |
| 製造年                                                                         | 1930                             | 1929-34                          | (1933)                           | 1935                             | 1937                             | 1930                             | 1929-1930                        | 1935                               | (1929)                           | (1942-44)                        | 1941-42                            | 1941-43                                          | 1942                               | 1929                             | 1930-31                             | 1930                             | 1943                             |
| 製造所                                                                         | 川崎車両                         | 日本車輌                         | 日本車輌                         | 日本車輌                         | 汽車会社                         | 日本車輌                         | 日本車輌                         | 日本車輌                           | 日本車輌                         | 日本車輌                         | 日本車輌                           | 日本車輌 帝國車輛工業 日立製作所                 | 日本車輌                           | 日本車輌                         | 日本車輌                            | 日本車輌                         | 東芝                             |
| 全長                                                                           | 19306 mm                         | 19306 mm                         | 19306 mm                         | 19306 mm                         | 19306 mm                         | 19306 mm                         | 19306 mm                         | 19306 mm                           | 16520 mm                         | 19150 mm                         | 19150 mm                           | 19150 mm                                         | 19150 mm                           | 13036 mm                         | 13400 mm                            | 10150 mm                         | 11000 mm                         |
| 全幅                                                                           | 2890 mm                          | 2890 mm                          | 2890 mm                          | 2890 mm                          | 2890 mm                          | 2890 mm                          | 2890 mm                          | 2890 mm                            | 2890 mm                          | 2950 mm                          | 2950 mm                            | 2950 mm                                          | 2950 mm                            | 2692 mm                          | 2740 mm                             | 2520 mm                          | 2880 mm                          |
| 全高                                                                           | 4043.8 mm                        | 4043.8 mm                        | 4043.8 mm                        | 4365.8 mm                        | 4365.8 mm                        | 3883.8 mm                        | 3883.8 mm                        | 3883.8 mm                          | 3799.0 mm                        | 4365.8 mm                        | 3942 mm                            | 3942 mm                                          | 3878 mm                            | 4145.0 mm                        | 4145.0 mm                           | 4145.0 mm                        | 4100 mm                          |
| 自重                                                                           | 47.56 t                          | 47.07 t                          | 47.07 t                          | 47.07 t                          | 47.07 t                          | 32.22 t                          | 31.61 t                          | 31.96 t                            | 29.33t 29.18t                    |                                  |                                    |                                                  |                                    | 25.40 t                          | 50.00 t                             | 30.00 t                          | 40.00 t                          |
| 定員(座席)                                                                     | 140(60)                          | 140(60)                          | 140(60)                          | 140(60)                          | 140(60)                          | 150(64)                          | 120(48)                          | 150(64)                            | 100(50) 106(54)                  |                                  |                                    |                                                  |                                    | -                                | -                                   | -                                | -                                |
| 荷重                                                                           | -                                | -                                | -                                | -                                | -                                | -                                | 3.05 t                           | -                                  | -                                | -                                | -                                  | -                                                | -                                  | 10 t                             | -                                   | -                                | -                                |
| 台車                                                                           | 汽車会社 KS-20                   | 汽車会社 KS-20                   | 日本車輌 D-20                    | 日本車輌 D-20                    | 汽車会社 KS-20                   | 汽車会社 KS-20                   | 汽車会社 KS-20                   | 日本車輌 D-20                      | 省基本型                         | 日本車輌 N-20                    | 日本車輌 N-20                      | 日本車輌N-20 汽車会社KS-20 帝国車輛T-20 日立H-20 | 日本車輌 N-20                      | 日本車輌                         | 日本車輌 棒台枠                     | 日本車輌 板台枠                  | 東芝 板台枠                      |
| 主制御器                                                                       | 東洋電機 ES-504-A                | 東洋電機 ES-504-A                | 東洋電機 ES-504-A                | 東洋電機 ES-513-A                | 東洋電機 ES-513-A                | 東洋電機 ES-31-B                 | 東洋電機 ES-31-B                 | 東洋電機 ES-93-A                   | 東洋電機 ES-31-B                 | 東洋電機 ES-513-A                | 東洋電機 ES-93-A                   | 東洋電機 ES-93-A                                 | 東洋電機 ES-93-A                   | 東洋電機 ES-506-A                | 東洋電機                            | 東洋電機                         | 東芝                             |
| 主電動機                                                                       | 東洋電機 TDK529-A × 4基          | 東洋電機 TDK529-A × 4基          | 東洋電機 TDK529-A × 4基          | 東洋電機 TDK529-A × 4基          | 東洋電機 TDK529-A × 4基          | -                                | -                                | -                                  | -                                | 東洋電機 TDK529-A × 4基          | -                                  | -                                                | -                                  | 東洋電機 TDK550-B × 4基          | 東洋電機 TDK556-A × 4基             | 東洋電機 TDK550-D × 4基          | 東芝 × 4基                       |
| ブレーキ装置                                                                   | WH AMU 手ブレーキ                | WH /三菱電機 AMU 手ブレーキ      | WH AMU 手ブレーキ                | 三菱電機 AMU 回生制動 手ブレーキ | 三菱電機 AMU 手ブレーキ          | WH ATU 手ブレーキ                | WH ATU 手ブレーキ                | 三菱電機 ATU (回生制動) 手ブレーキ | 三菱電機 ATU 手ブレーキ          | 三菱電機 AMU 手ブレーキ          | 三菱電機 ATU (回生制動) 手ブレーキ | 三菱電機 ATU (回生制動) 手ブレーキ               | 三菱電機 ATU (回生制動) 手ブレーキ | WH AMM 手ブレーキ                | 三菱電機 NABCO EL14 発電・回生 制動 | 三菱電機 AMM 発電制動 手ブレーキ | EL-14B 手ブレーキ                |
| 集電装置                                                                       | 三菱電機 P-900A × 2基            | 三菱電機 P-900A ×2基 /×1基       | 三菱電機 P-900A × 1基            | 東洋電機 TDK C-2 × 2基           | 東洋電機 TDK C-2 × 1基           | -                                | -                                | -                                  | -                                | 東洋電機 TDK C-2 × 1基           | -                                  | -                                                | -                                  | 三菱電機 P-900A ×1基             | 東洋電機 TDK C-2 × 2基              | 東洋電機 TDK C-2 × 1基           | 1基                              |
| 1. 2. 3. 4. 5. 6. 7. 8. 9. 10. 11. 12. 13. 14. 15. 16. 17. 18. 19. 20. 21. 22. |                                  |                                  |                                  |                                  |                                  |                                  |                                  |                                    |                                  |                                  |                                    |                                                  |                                    |                                  |                                     |                                  |                                  |